# Sandra Robatscher
Sandra Robatscher (Bolzano, 13 dicembre 1995) è una slittinista italiana.
È nipote di Armin Zöggeler, slittinista tra i più vincenti di sempre, e cugina di Nina Zöggeler, figlia di Armin e a sua volta slittinista di livello internazionale.

## Biografia
Ha iniziato a gareggiare per la nazionale italiana nelle varie categorie giovanili, ottenendo quali migliori risultati un secondo posto nella graduatoria finale della Coppa del Mondo juniores nella stagione 2012/13, una medaglia d'oro nella gara a squadre ai campionati mondiali juniores di Park City 2013, nonché una d'argento e una di bronzo nel singolo conquistate rispettivamente a Igls 2014 e a Lillehammer 2015.

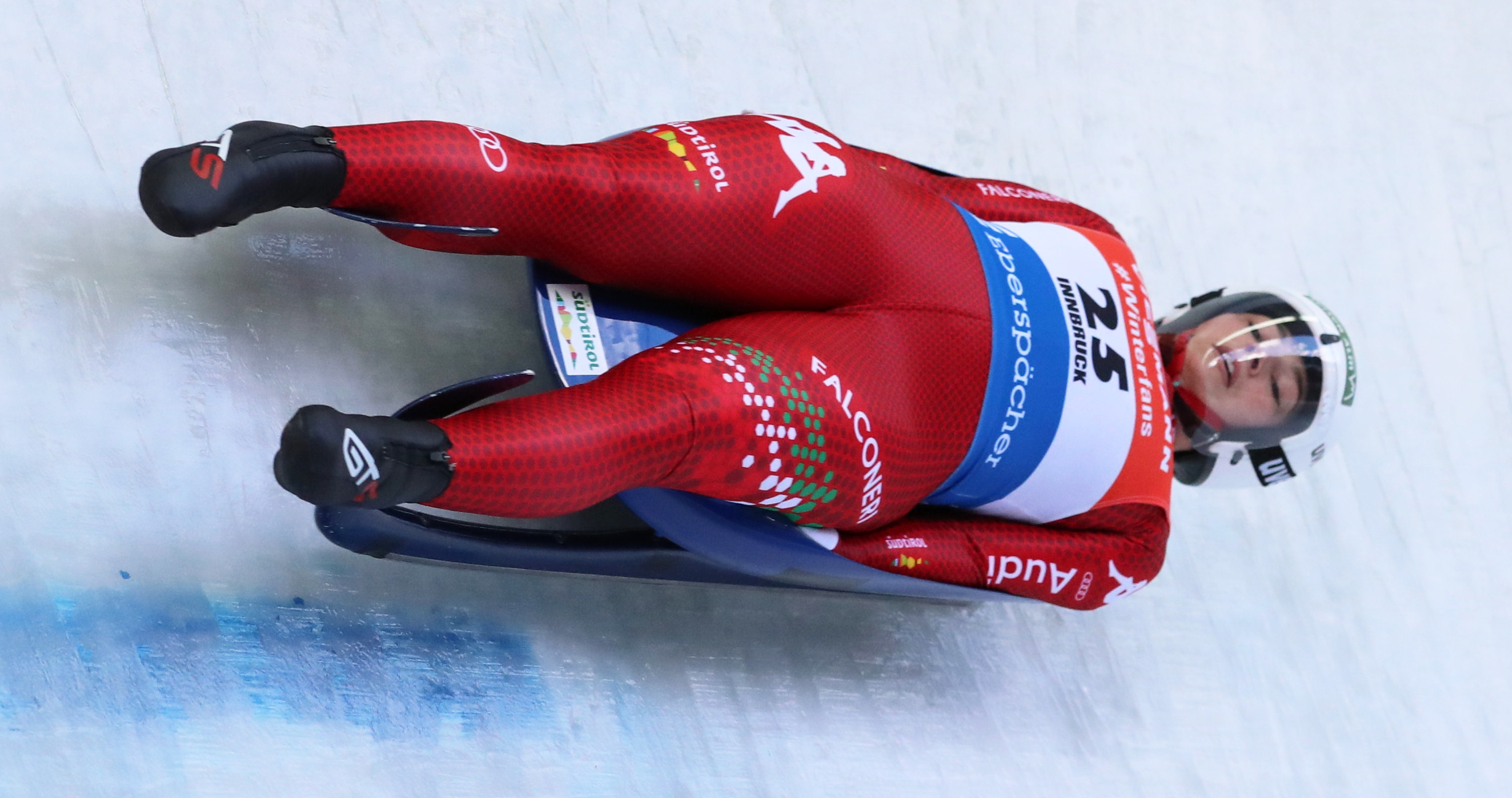
Sandra Robatscher in gara a Innsbruck nel 2018

A livello assoluto ha esordito in Coppa del Mondo il 24 novembre 2012 a Igls piazzandosi al dodicesimo posto nel singolo, ha conquistato il primo podio il 6 dicembre 2014 nella gara a squadre a Lake Placid (2ª) e nel singolo il 27 gennaio 2018 a Sigulda, dove fu terza; ha ottenuto la sua prima vittoria in Coppa il 3 febbraio 2019 ad Altenberg nel singolo. 

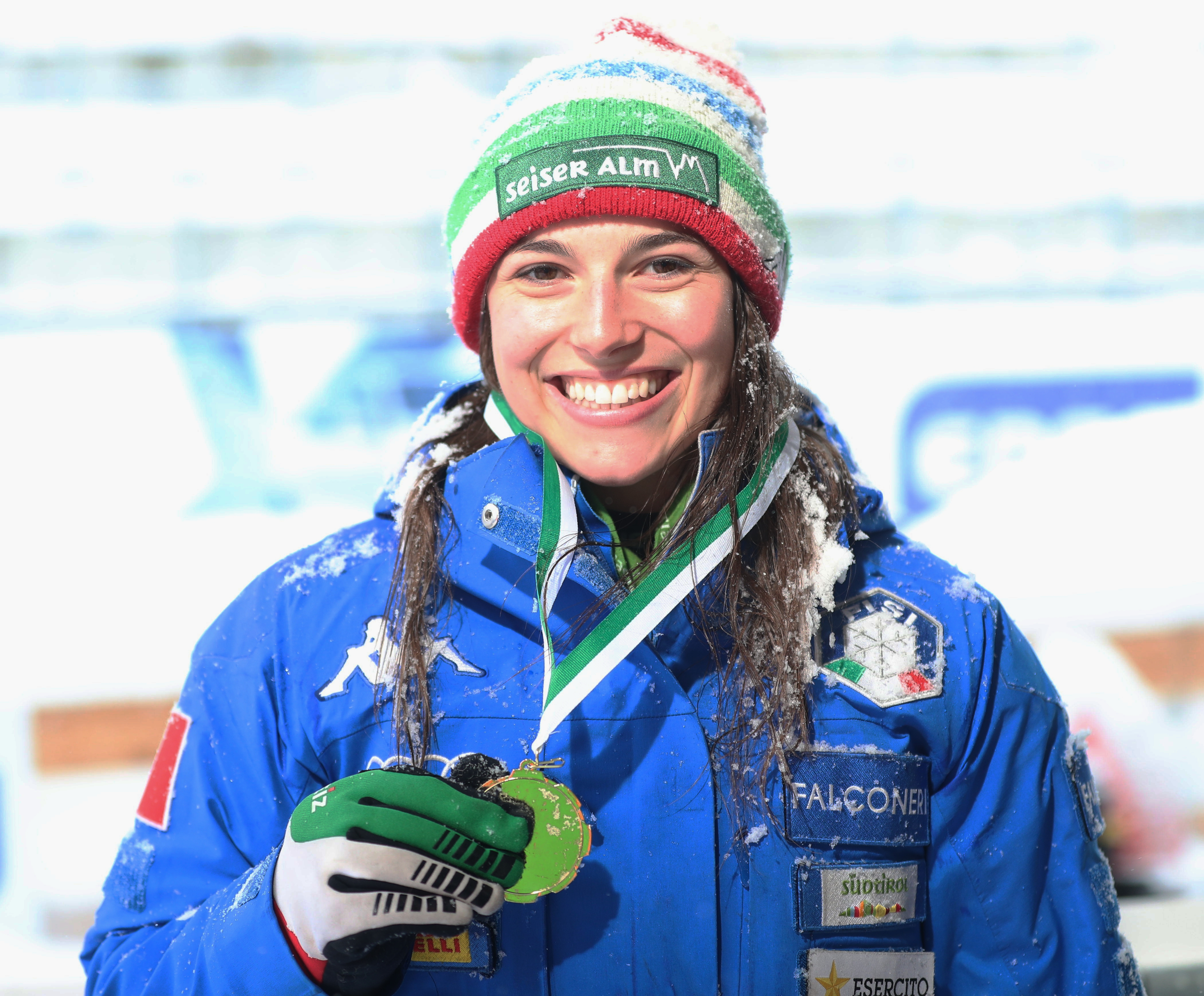
Sandra Robatscher a Winterberg nel 2019, nel giorno della sua prima vittoria in Coppa del Mondo

Nella stagione 2018/19 ha vinto la sua prima gara, aggiudicandosi il singolo ad Altenberg; tale vittoria ha permesso all’Italia di raggiungere il più alto gradino del podio nella specialità femminile dopo ventitré anni dopo l'ultimo successo azzurro del 1996 di Gerda Weissensteiner. Prima di lei solo cinque italiane erano riuscite a vincere una gara in Coppa del Mondo: Maria-Luise Rainer, Monika Auer, Veronika Oberhuber e la stessa Gerda Weissensteiner. In classifica generale come miglior risultato si è piazzata al nono posto nel 2017/18 nella specialità monoposto.
Ha preso parte a due edizioni dei Giochi olimpici invernali: a Soči 2014 ha raggiunto la ventiduesima posizione nella prova individuale e a Pyeongchang 2018 ha terminato la gara del singolo al quattordicesimo posto.
Ha preso parte altresì a quattro edizioni dei campionati mondiali; nel dettaglio i suoi risultati nelle prove iridate sono stati, nel singolo: non ha portato a termine la gara a Sigulda 2015, quindicesima a Schönau am Königssee 2016, diciassettesima a Igls 2017, nona a Winterberg 2019; nel singolo sprint: squalificata a Winterberg 2019; nelle prove a squadre: settima a Schönau am Königssee 2016.
Ai campionati europei ha conquistato la medaglia di bronzo nel singolo a Sigulda 2018.

## Palmarès

### Europei
- 2 medaglie:
  - 2 bronzi (singolo a Sigulda 2018; gara a squadre a Sigulda 2023).

### Mondiali juniores
- 3 medaglie:
  - 1 oro (gara a squadre a Park City 2013);
  - 1 argento (singolo a Igls 2014);
  - 1 bronzo (singolo a Lillehammer 2015).

### Coppa del Mondo
- Miglior piazzamento in classifica generale nel singolo: 9ª nel 2017/18.
- 7 podi (2 nel singolo, 5 nelle gare a squadre):
  - 1 vittoria (nel singolo);
  - 2 secondi posti (nelle gare a squadre);
  - 4 terzi posti (1 nel singolo, 3 nelle gare a squadre).

#### Coppa del Mondo - vittorie
| Data            | Luogo     | Paese    | Disciplina |
| --------------- | --------- | -------- | ---------- |
| 3 febbraio 2019 | Altenberg | Germania | Singolo    |

### Coppa del Mondo juniores
- Miglior piazzamento in classifica generale nel singolo: 2ª nel 2012/13.

### Coppa del Mondo giovani
- Miglior piazzamento in classifica generale nel singolo: 10ª nel 2010/11.